# Inga ricardorum
Inga ricardorum är en ärtväxtart som beskrevs av Luciano Bernardi och Spichiger. Inga ricardorum ingår i släktet Inga och familjen ärtväxter. Inga underarter finns listade i Catalogue of Life.